# ديريك سكوت
ديريك سكوت (بالإنجليزية: Derek Scott)‏ (8 فبراير 1958 بغيتسهيد في المملكة المتحدة - ) هو لاعب كرة قدم بريطاني في مركز الظهير. لعب مع بولتون واندررز ونادي بيرنلي وColne Dynamoes F.C. ‏.

## وصلات خارجية
- ديريك سكوت على موقع قاعدة بيانات كرة القدم.إي يو (الإنجليزية)